# El lugar de la otra
El lugar de la otra es una película chilena dirigida por Maite Alberdi, protagonizada por Elisa Zulueta y Francisca Lewin.
El filme es una reinterpretación de la historia narrada en el libro Las homicidas (2019), escrito por Alia Trabucco Zerán, basada en la historia real de María Carolina Geel, quien asesinó a su novio, Roberto Pumarino Valenzuela, en el Hotel Crillón el 14 de abril de 1955. El largometraje fue seleccionado por la Academia de Cine de Chile para representar al país en los Premios Óscar y Premios Goya 2025.

## Sinopsis
Chile, 14 de abril de 1955. Cuando la popular escritora María Carolina Geel asesina a su amante, el caso cautiva a Mercedes Arévalo, la tímida secretaria del juez encargado de juzgar a la acusada. Después de visitar reiteradamente el departamento de la escritora, comienza a cuestionar su vida, identidad y el rol de la mujer en la sociedad al encontrar en ese hogar un oasis de libertad.

## Reparto
- Francisca Lewin como María Carolina Geel[4]
- Elisa Zulueta como Mercedes Arévalo
- Marcial Tagle como Aliro Veloso
- Pablo Macaya como Efraín García
- Gabriel Urzúa como Domingo
- Cristián Carvajal como Luis Malaquías Concha
- Pablo Schwarz como Benjamín Montero
- Enrique Valenzuela como Gaspar García
- Lucas Jadue como Samuel García
- Sebastián Apiolaza como Retamal
- Adams Pino como Suárez
- Natalia Valdebenito como Matilde Ladrón de Guevara
- Francisca Feuerhake como Lucía Ladrón de Guevara
- Carlos Donoso como Rolando de la Fuente
- Néstor Cantillana como René Cárdenas
- Nicolás Saavedra como Roberto Pumarino
- Francisco Pérez-Bannen como Pedro Echeverría
- Mariana Loyola  como Cora Danyau
- María José Parga como Adriana Silva
- Emilio Edwards como Walter Pumarino
- Felipe Zapata como Sergio Pumarino
- Nicolás Zárate como Mario Arnés
- Teresita Reyes como Madre Anunciación
- Rosario Bahamondes como Rosa Janequeo
- Guilherme Sepúlveda como Jorge Vargas
- Aron Hernández como Fernando Arellano
- Muriel Miranda Rebeca Vizcaya
- Andrés Skoknic como Hernán Díaz Arrieta
- Luis Cerda como Hugo
- Gustavo Bacerra como Julio
- Agustín Moya como Pasmanik
- Patricio Strahovsky como vecino
- Paloma Salas como clienta

## Estreno y distribución
La película se estrenó en septiembre de 2024 en el Festival Internacional de Cine de San Sebastián, donde compitió en la sección oficial. El 11 de octubre de 2024 se estrenó en la plataforma Netflix.

## Premios
| Año  | Premio                                     | Categoría                        | Nominados       | Resultado |
| ---- | ------------------------------------------ | -------------------------------- | --------------- | --------- |
| 2025 | Premios Goya                               | Mejor película iberoamericana    |                 | Nominada  |
| 2025 | Premios NAACP Image                        | Mejor película internacional     |                 | Nominada  |
| 2025 | Premios Cinematográficos José María Forqué | Mejor película latinoamericana   |                 | Ganadora  |
| 2025 | Premios Caleuche                           | Mejor actriz protagónica en cine | Elisa Zulueta   | Ganadora  |
| 2025 | Premios Caleuche                           | Mejor actor de soporte en cine   | Marcial Tagle   | Nominado  |
| 2025 | Premios Platino                            | Mejor actriz de reparto          | Francisca Lewin | Nominada  |